# Astragalus darumbium
Astragalus darumbium är en ärtväxtart som först beskrevs av Luigi Aloysius Colla, och fick sitt nu gällande namn av Dominique Clos. Astragalus darumbium ingår i släktet vedlar, och familjen ärtväxter. Inga underarter finns listade i Catalogue of Life.